# Lago de Ándara
El lago de Ándara o pozo de Ándara es un cuerpo de agua situado en el macizo de Ándara o macizo Oriental de los Picos de Europa, en Cantabria (España).

## Historia

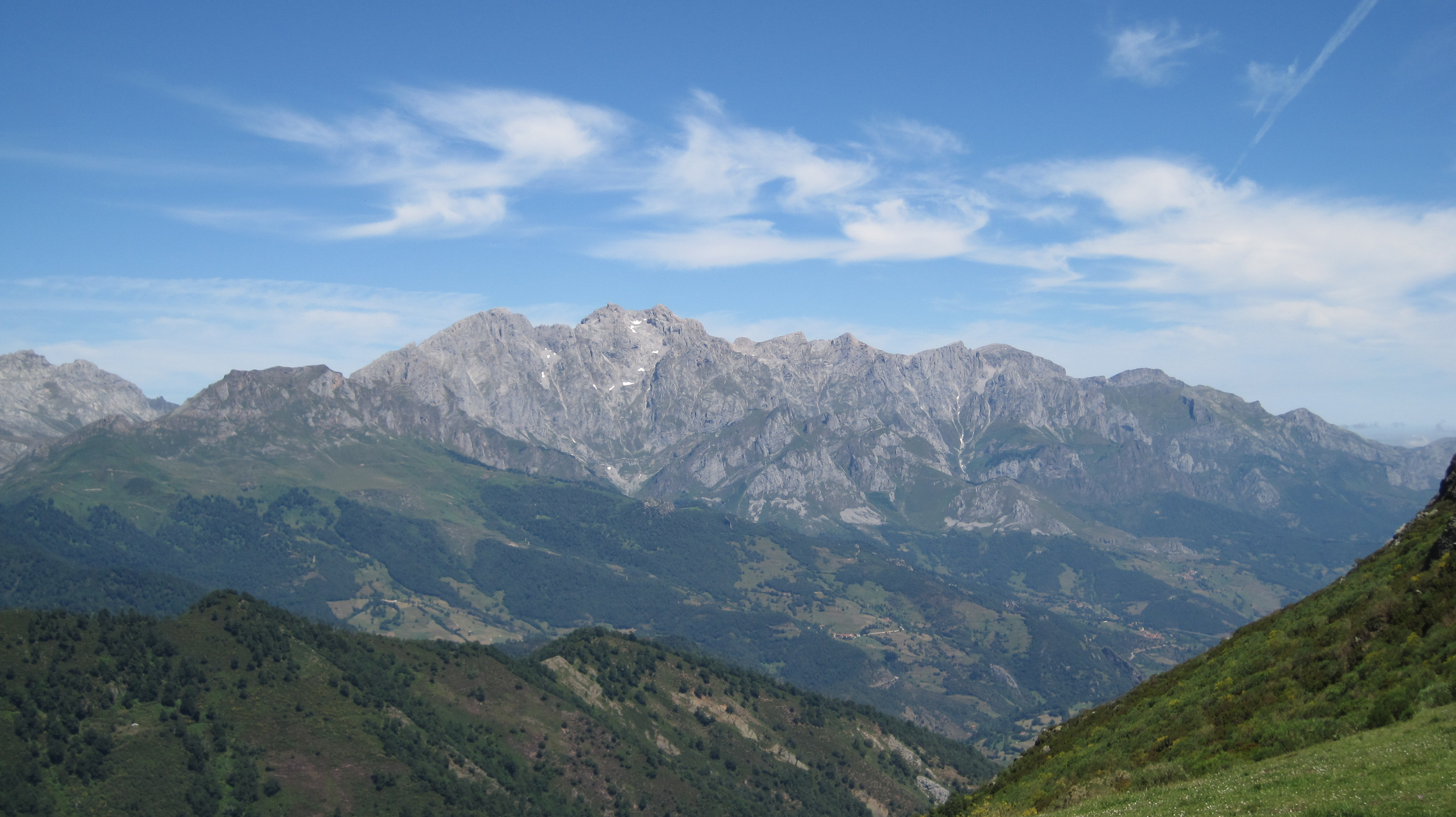
El macizo de Ándara, donde se ubica la laguna

Este lago fue uno de los mayores existentes en el macizo de los Picos, siendo el más grande de Cantabria hasta 1911 (entre 10 y 11,6 hectáreas, con 15 metros de profundidad a principios del siglo XX), pero fue desecado en gran parte, de manera accidental, como consecuencia de las actividades mineras. Entre mediados del siglo XIX y principios del siglo XX surgen compañías que tratan de explotar los recursos mineros de la zona (plomo y zinc). Una de ellas, la sociedad Minas de Mazarrasa es la encargada de explotar la zona alrededor del lago, teniendo como resultado la filtración de las aguas y la práctica desaparición del mismo: una voladura en 1911 provocó una grieta por la que el agua se filtró.
En las últimas décadas de han venido realizando estudios para una posible recuperación del mismo hasta un nivel semejante al original. Desde 2002, el Plan Director del parque nacional Picos de Europa estudia la viabilidad del lago. En el último estudio realizado, presentado en 2012, se calculó un presupuesto de 220 000 € para sellar las grietas y recuperar el lago. En 2018 finalmente se desistió en su recuperación al determinar la Confederación Hidrográfica del Norte que el proyecto «no permite garantizar que se cumplan las normas de calidad ambiental para las aguas superficiales en el lago que se pretende recuperar ni la no afección a las aguas subterráneas y al manantial que da origen al río Urdón» debido a que el lago se sitúa próximo a las antiguas escombreras de la Vega del Redondal.
No obstante, en mayo de 2025  el Ministerio para la Transición Ecológica confirmó la intención de recuperar el lago por razones medioambientales y de restauración del ecosistema y para reactivar la zona desde el punto de vista turístico, algo que los alcaldes de la zona llevaban solicitando. 